# 副腎摘出術
副腎摘出術(ふくじんてきしゅつじゅつ, 英: Adrenalectomy)は、片方または両方（両側副腎摘出術）副腎の外科的切除である。通常、副腎に腫瘍のある患者に推奨される。副腎摘出術は通常、開腹術により施術されるが、一部のケースでは腹腔鏡を用いた手術が行われる。

## 術後
副腎摘出術施術後には患者は集中治療室 (ITU)に送られ、血圧・脈拍および腎臓からの尿生成を監視される。両方の副腎を除去した場合には、患者は生涯コルチゾン、ヒドロコルチゾンなどのステロイド剤を投与を要する。投薬量はストレス状態にあるとき増加させる必要があるとされる。

## 合併症
腹腔鏡による手術により合併症の罹患率が減ることは広く知られているという。副腎摘出術による合併症例は、出血、隣接臓器（脾臓、膵臓）への損傷、腸機能の喪失、肺血栓などがある。